# Merocoris typhaeus
Merocoris typhaeus är en insektsart som först beskrevs av Fabricius 1798.  Merocoris typhaeus ingår i släktet Merocoris och familjen bredkantskinnbaggar. Inga underarter finns listade i Catalogue of Life.